# ليندا كرادوك
ليندا كرادوك هي فنانة كندية، ولدت في 1952.